# Romeins burgerrecht
Het Romeins burgerrecht (Latijn: civitas Romana) vindt zijn oorsprong in de vroegste geschiedenis van de Romeinse Republiek. In de achtste en zevende eeuw voor Chr. was Rome een aristocratie waarin de adellijke families het bestuur vormden. Deze klasse had het volledige burgerrecht. Het volk (Latijn: plebs) bestond uit burgers die wel vrij waren maar niet hetzelfde burgerrecht hadden als de adel. Met name op bestuurlijk niveau was hun macht zeer beperkt. Naarmate het Romeinse rijk groeide ontstond er meer frictie over de ongelijkheid binnen de Romeinen; des te meer omdat de plebejers wel belasting moesten betalen en in het leger moesten dienen.
Op den duur werd het Romeins burgerrecht dan ook uitgebreid naar alle Romeinen, dat wil zeggen de leden van de drie Romeinse "stammen" (tribus). Toen het Romeinse rijk zich verder uitbreidde werd ook het systeem van burgerrechten uitgebreid. Er ontstond een bepaalde hiërarchie van burgerrechten, waarbij bijvoorbeeld het Latijns burgerrecht het dichtst stond bij het Romeinse burgerrecht wat bevoegdheden en vrijheden betreft. 
Het Romeinse recht was in zijn karakter een juridisch stelsel, maar evenzeer een politiek stelsel. Via het systeem van dit recht wisten de Romeinen bondgenoten en onderworpen volken op allerlei manieren aan zich te binden. De Romeinen sloten weliswaar bilaterale verdragen maar nooit op voet van gelijkheid. Wat de buitenlandse en militaire politiek betreft kwamen de touwtjes stevig in handen van Rome.
Ook werd het Romeinse burgerrecht gebruikt om onderdanen te belonen. Zo werden de leden van de ruiterij (in het Romeinse Rijk in zeer hoge mate niet-Romeinse hulptroepen) na 25 jaar trouwe dienst beloond met het Romeinse burgerrecht. Ze kregen daartoe ook een formeel getuigschrift mee, gegoten in brons. 

## De rechten en plichten verbonden aan het Romeins burgerrecht
- ius honorum (het recht om een ereambt uit te oefenen)
- ius conubii (het recht om een rechtsgeldig huwelijk te sluiten)
- ius commercii (het recht om eigendom te verkrijgen en te vervreemden)
- ius suffragii (het recht om te stemmen in de comitia)